# Случај у интернату
„Случај у интернату” (енгл. The Adventure of the Priory School) је једна од 56 приповедака о Шерлоку Холмсу које је написао Артур Конан Дојл и пета је прича у збирки кратких прича Повратак Шерлока Холмса. Објављена је у америчком часопису Collier's 30. јануара 1904, као и у британском часопису The Strand Magazine у фебруару исте године. Дојл је ову приповетку сврстао на десето место на својој листи дванаест омиљених прича о Холмсу.

## Радња
Шерлока Холмса посећује др Торникрофт Хакстабл, оснивач и директор припремне школе у северној Енглеској. Он моли Холмса да пође у Меклтон са њим да испита нестанак једног од његових ученика, десетогодишњег лорда Салтира, чији је отац веома богат и славни војвода од Холдернеса. Хакстабл објашњава да је нестао не само дечак, већ и немачки учитељ Хајдегер заједно са својим бициклом.
Када стигне тамо, војвода каже Холмсу да не мисли да његова отуђена жена има икакве везе са нестанком његовог сина, нити му је тражен откуп. Холмс утврђује да дечак и његови отмичари нису могли да користе оближњи пут а да не буду виђени, што сугерише да су ишли ван путева. То се испоставља тачним, пошто полиција проналази дечакову школску капу код неких Цигана. Они се куну да су је једноставно пронашли на вресишту, али их је полиција привела.
Холмс и доктор Вотсон крећу у лов на трагове. Налазе трагове бицикла, али не Хајдегерове; не поклапају се са његовим гумама. Холмс примећује да једна гума има закрпу. Скоро све што се може видети су трагови крава (који су једини трагови на тлу у околини). На крају прате трагове Хајдегеровог бицикла и завршавају тамо где он лежи, мртав. Након тога, Холмс и Вотсон стижу у крчму „Борбени петао”, и упознају гостионичара, Рубена Хејза, који делује искрено запањен када чује да Холмс жели да оде у војводину оближњу кућу, да му саопшти вести о његовом сину. Њих двојица тамо ручају, а Холмс изненада схвата да су он и Вотсон видели много крављих трагова у мочвари, али никада нису видели ниједну краву. Штавише, редослед отисака копита био је прилично необичан, што сугерише да је крава каскала и галопирала. Холмс и Вотсон се искрадају у Хејзову шталу и прегледају копита коња. Као што је Холмс очекивао, постоје докази о недавном потковању, али са старим потковицама и новим ексерима. Током истраге оближње ковачнице, господин Хејз прилично бесно замоли Холмса и Вотсона да оду.
Убрзо потом, Холмс и Вотсон се крију док бициклиста наилази путем из правца војводиног имања. Испоставља се да је то Џејмс Вајлдер, војводин лични секретар, који делује узнемирено и улази у крчму. Убрзо потом из дворишта штале излази кочија и иде путем према Честерфилду. Нешто касније, у крчму стиже још неко – пада мрак и тек се може назрети ко је нови посетилац. Прилазећи ближе, Холмс посматра гуме Вајлдеровог бицикла и примећује да су исте марке као и оне чије су трагове нашли у мочвари.
Следећег јутра одлазе у војводину кућу, где откривају да војвода није добро. Ипак, Холмс од њега захтева чек на 6000 фунти, говорећи да је зарадио награду. Војводин син је у крчми „Борбени петао”, а оптужени је сам војвода, али стварни налогодавац овог злочина је Џејмс Вајлдер, који има страшну тајну: он је војводин ванбрачни син. Смислио је план да киднапује лорда Салтира како би натерао војводу да промени свој тестамент, знајући да његов отац неће позвати полицију због њега, јер се гнушао саме идеје скандала. План је почео да се расплиће када је Вајлдер унајмио Хејза – који је сада побегао, али је ухваћен због Холмсове интервенције – да изврши отмицу. Хејз је убио Хајдегера, а када је Вајлдер чуо вест, све је признао свом оцу. Војвода је толико желео да избегне скандал, да је пристао да свог млађег сина остави у крчми још три дана, и да ћути, како би Хејз могао да побегне од полиције.
Све се добро завршава, осим за Хејза, који се суочава са вешалима. Лорд Салтир је доведен кући из крчме и војвода пише својој отуђеној жени тражећи од ње да се помири с њим. Он сматра да ће она бити вољна да то учини, јер извор неслагања између њих нестаје: Џејмса Вајлдера шаљу у Аустралију, да тамо потражи своју срећу. Што се тиче крављих трагова, они су остварени поткивањем коња посебним потковицама у облику крављих копита. Потковице су биле из војводине колекције породичних сувенира.

## Историја објављивања
Приповетка је објављена у америчком часопису Collier's 30. јануара 1904, као и у британском часопису The Strand Magazine у фебруару исте године. Прича је објављена са шест илустрација Фредерика Дора Стила у часопису Collier's и са девет илустрација Сиднеја Паџета у часопису The Strand Magazine. Уврштена је у збирку кратких прича Повратак Шерлока Холмса, која је објављена у САД у фебруару 1905. и у Великој Британији у марту исте године.

## Адаптације

### Филм и телевизија
Кратки неми филм заснован на овој причи објављен је 1921. године, као део филмског серијала о Шерлоку Холмсу у коме је Еје Норвуд глумио Холмса, а Хјуберт Вилис је играо др Вотсона.
Прича је драматизована као део серије Авантуре Шерлока Холмса у којој је глумио Џереми Брет. Међутим, крај је измењен. У овој драматизацији, Вајлдер узима лорда Салтира као таоца у потери коју воде Холмс, војвода од Холдернеса и Вотсон кроз пећину под вресиштем, познатој као „Катедрала”. Пошто се са дечаком попео на врх структуре налик литици, Вајлдер се оклизнуо и пао у смрт, док је лорд Салтир спашен. Такође, у овој верзији, војвода испрва добровољно даје награду од 6.000 фунти, али на крају исписује Холмсу чек на 12.000 фунти.

### Радио
Приповетку је драматизовала Едит Мејзер као епизоду америчке радио-серије Авантуре Шерлока Холмса. Епизода је емитована 4. маја 1931, са Ричардом Гордоном у улози Шерлока Холмса и Лијем Ловелом као др Вотсоном. Римејк сценарија емитован је у априлу 1933. године.
Мејзерова је такође адаптирала ову причу за америчку радио-серију Нове авантуре Шерлока Холмса, са Бејзилом Ратбоном као Холмсом и Најџелом Брусом као Вотсоном. Прва епизода адаптирана из приче емитована је у јануару 1940, а друга у јулу 1943. године.
Причу је адаптирао Мајкл Хардвик као радијску продукцију која је емитована на BBC Light програму 1962. године, као део радио-серије из 1952–1969, у којој су глумили Карлтон Хобс као Холмс и Норман Шели као Вотсон.
Адаптација приче је емитована на радију BBC 1978. године, са Баријем Фостером у улози Холмса и Дејвидом Баком као Вотсоном. Продукцију је адаптирао Мајкл Бејквел.
Приповетка је адаптирана као епизода серије CBS Radio Mystery Theater под називом „Нестајуће стадо”. Епизода, у којој су се појавили Џон Бил као Шерлок Холмс и Корт Бенсон као др Вотсон, први пут је емитована у јануару 1981. године.
Приповетка је драматизована за BBC Radio 4 током 1993. године, поново од стране Мајкла Бејквела, као део радио-серије из 1989–1998. у којој су глумили Клајв Мерисон као Холмс и Мајкл Вилијамс као Вотсон. Поред њих су се појавили Норман Берд као др Хакстабл и Најџел Девенпорт као војвода.
Епизода Класичних авантура Шерлока Холмса из 2013. године, серијала у америчкој радио-емисији Imagination Theatre, адаптирана је из ове приче. Џон Патрик Лоури је играо Холмса, са Лоренсом Албертом као Вотсоном.